# Borová u Náchoda
Borová (deutsch Borowa) ist eine Gemeinde im Okres Náchod im Nordosten Tschechiens. Sie liegt in den Ausläufern des Adlergebirges, 14 Kilometer südöstlich von Náchod, unmittelbar an der Grenze zu Polen.

## Geographie
Borová liegt an der Bezirksstraße 22, die von Náchod nach Deštné v Orlických horách (Deschnei im Adlergebirge) verläuft. Nachbarorte sind Dlouhé (Langenau) im Südosten, Nový Hrádek (Neubürgles) im Süden, Mezilesí (Metzles) und Sendraž (Sendrasch) im Südwesten und Česká Čermná (Böhmisch Tscherma) im Nordwesten. Jenseits der Grenze zu Polen befinden sich Jeleniów (Gellenau) und Jarków (Järker) im Norden, Lewin Kłodzki (Lewin) und Krzyżanów (Krzischney; 1929–1945: Kreuzdorf) im Nordosten, Kocioł (Lewin Kłodzki) (Kuttel) und Jerzykowice Małe (Kleingeorgsdorf) im Osten und Taszów (Tassau) im Südosten. Unmittelbar an der Grenze erhebt sich im Osten die 700 m hohe góra Borowa.

## Geschichte
Borova gehörte zur Herrschaft Nachod und wurde um die Mitte des 14. Jahrhunderts erstmals erwähnt. Eine weitere Erwähnung findet sich für das Jahr 1445 im Nachoder Gedenkbuch. Pfarrort war Nový Hrádek (Neubürgles).

## Sehenswürdigkeiten

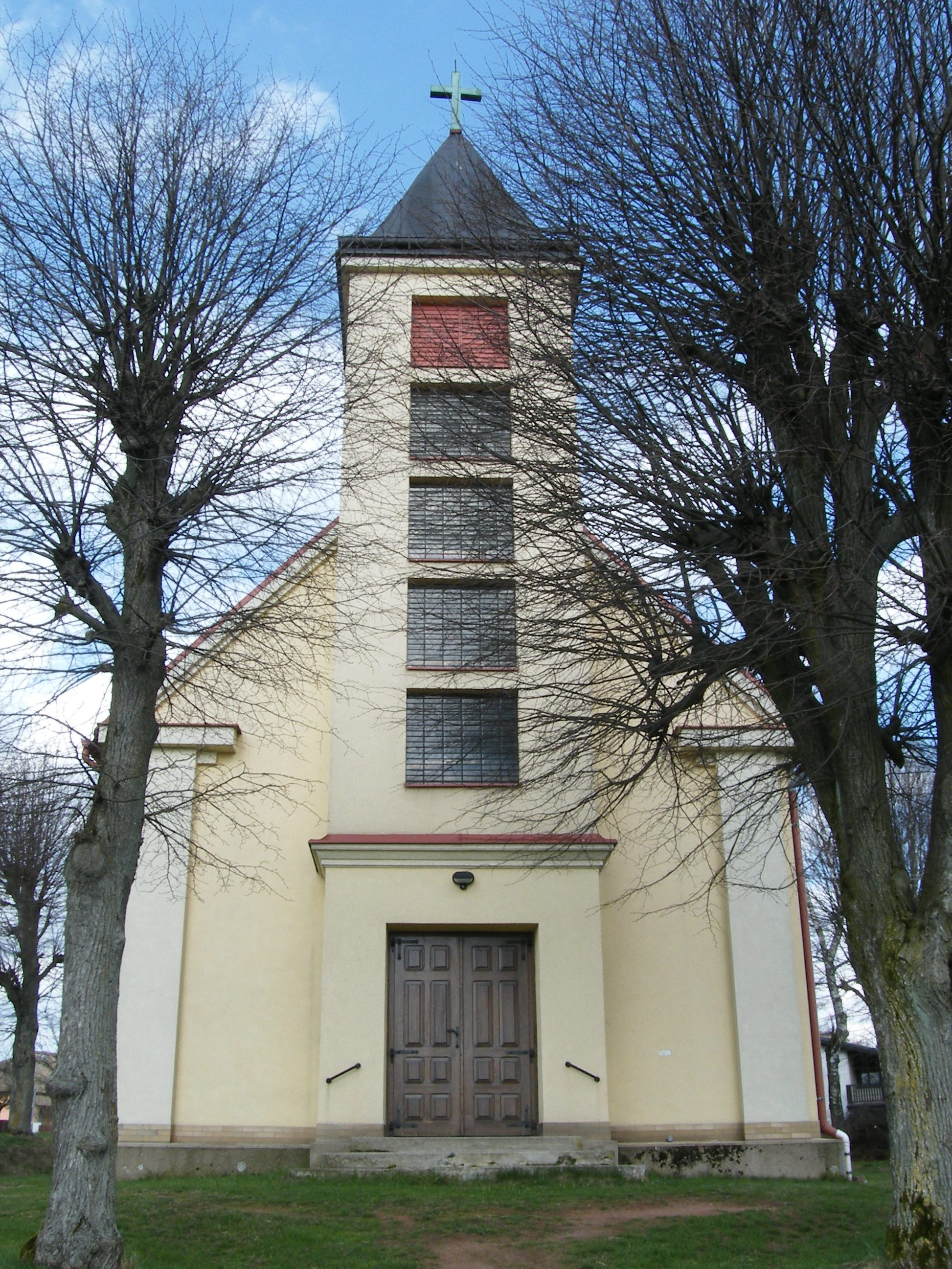
Herz-Jesu-Kapelle

- Die Herz-Jesu-Kapelle (Božské srdce Páně) wurde 1934–1937 errichtet; von ihr besteht eine gute Sicht auf das Riesengebirge, auf den Tischberg Ostaš, das Heuscheuergebirge und die Kämme des Adlergebirges.
- Denkmal für die Gefangenen des Ersten Weltkriegs
- Häuser im Stil der Volksarchitektur (Krčkové stavby)
- Teile des Befestigungssystems Tschechoslowakischer Wall
- Naturpark Rašelina[2]
- Zwei Baumdenkmale